# 崔承哲
崔承哲（1959年—2008年），北韓政治人物，官至朝鲜劳动党统一战线部副部長，後來失勢，2008年底被處死 。

## 生平
崔承哲畢業於金日成綜合大學後加入政府工作。1990年代，他開始負責對南韓的事務，並不時在南北協議中出現。2007年10月，他促使了金日成與韓方總統盧武鉉在會談。然而，在不久後，他忽然被停職，並在2008年1 月被下放到黄海道的一家養雞場工作，並在同年年底因「高峰會的過程中貪污」而被處死。但分析指，他是由於對南韓局勢和陽光政策的錯判而成為代罪羔羊。

## 資料來源
1. 1 2 3  "朝鲜处决对韩合作交流总负责人崔承哲" 《星岛环球网》 19 5 2009
2. ↑  "朝統一戰線部副部長‧崔承哲涉貪受查遭停職" 《星洲日報》 27 2 2008